# كليوباترا البنطية
كليوباترا البنطية (اليونانية القديمة: Κlectεοπάτρα؛ 110 قبل الميلاد – بعد 58 قبل الميلاد) كانت أميرة بنطية وملكة أرمينيا. وهي إحدى بنات الملك ميثريداتس السادس (ملك مملكة البنط) والملكة لاوديس [الإنجليزية]. ولدت ونشأت في مملكة البنط، وكانت زوجة ملك أرمينيا تيجرانس الكبير. تُعرف كليوباترا البنطية أحيانًا باسم كليوباترا الكبرى، لتمييزها عن أختها التي تحمل نفس الاسم.
تزوجت من تيجرانس عام 94 قبل الميلاد، مما عزز التحالف بين مملكة البنط وأرمينيا. لعبت دورًا حاسمًا في حياة تيجرانس وأرمينيا بأكملها. أنجبت كليوباترا أبناء تيغرانس الثلاثة: زاريادريس وأرتافاسديس الثاني (ملك أرمينيا) وتيغرانس، بالإضافة إلى ابنتين. تزوجت إحدى الابنتين من الملك باكوروس الأول (ملك بارثيا) [الإنجليزية] وتزوجت الأخرى من الملك ميثريداتس الأول (ملك ميديا أتروباتين) [الإنجليزية] .